# Jueces (tenis)

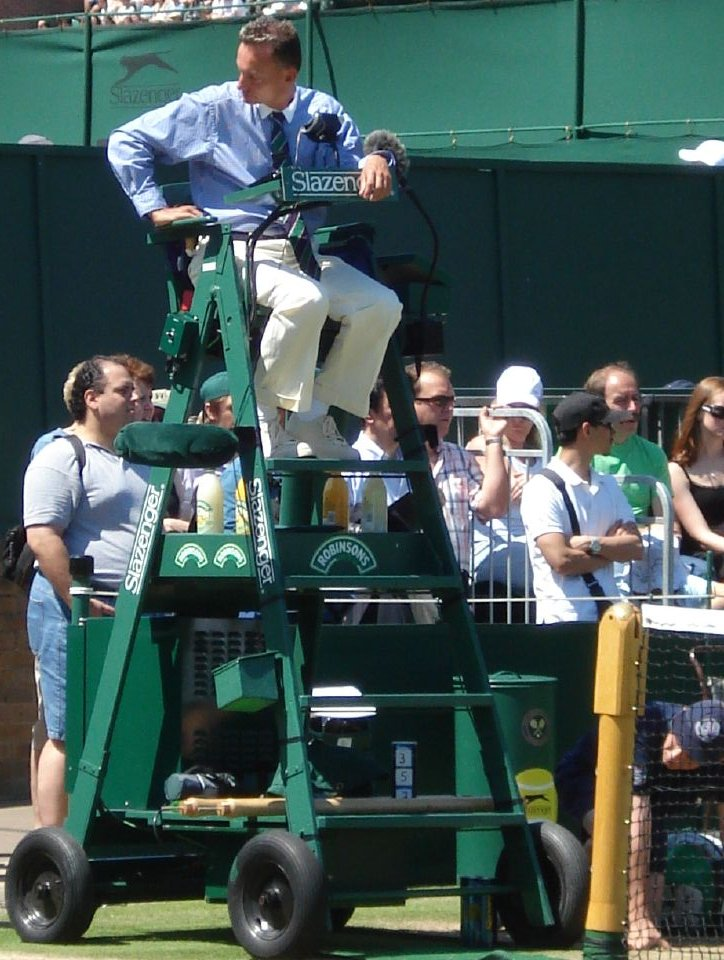
El juez de silla Lars Graff se posiciona antes de un partido en Wimbledon

En tenis, un juez es una persona que se asegura de que un partido o el torneo se lleve a cabo de acuerdo con las Reglas de la Federación Internacional de Tenis y otras regulaciones de la competición.
En los niveles más altos del deporte, un equipo de hasta once oficiales puede estar en la cancha en cualquier momento. Estos oficiales se dividen en categorías según su responsabilidad durante el partido. Por el contrario, muchos partidos de tenis se llevan a cabo sin oficiales presentes directamente en la cancha.

## Certificación
Los jueces de tenis están certificados por sus respectivas asociaciones nacionales. La ITTF también certifica a los funcionarios en las categorías de juez de silla, juez y juez principal. Cada certificación o "insignia" de la ITTF se divide en cinco niveles de certificación. La primera, la insignia verde, se considera suficiente para oficiar en los niveles más altos de tenis dentro de la propia nación oficial, y no se divide en categorías (y se usa principalmente en áreas de habla española y francesa, donde una organización nacional puede no estar presente). La segunda, la insignia blanca, se divide en las tres categorías (presidente, jefe y juez), pero sigue siendo solo una certificación nacional. Los tres siguientes, bronce (solo el juez de silla), plata y placa de oro, se consideran certificaciones internacionales. Estos oficiales internacionales son los que se ven en los niveles más altos de juego, como los Grand Slam, ATP y WTA Tour, la Copa Fed y la Copa Davis.

## Juez de silla
El juez de silla es la autoridad final en todas las cuestiones de hecho durante el partido. Las preguntas de hecho incluyen si una bola estaba dentro, la llamada de un servicio dejó o la llamada de una falta de pie. En los partidos donde también se asignan jueces de línea, el juez de silla tiene el derecho de anular si está seguro de que se ha cometido un error claro. El juez de silla a menudo está situado en una silla alta en el centro de la cancha, detrás de un poste de red. Los bancos de los jugadores están a ambos lados de la silla. Desde esta posición, el juez de silla convoca la puntuación del partido a los jugadores y espectadores entre los puntos. En la conclusión de un punto, juego o set, el juez de silla clasifica a los jugadores para asegurar que cumplan con las regulaciones de la ITF sobre el ritmo de juego. El juez de silla es responsable de completar un cuadro de mando, el registro histórico oficial del partido.

## Juez de línea

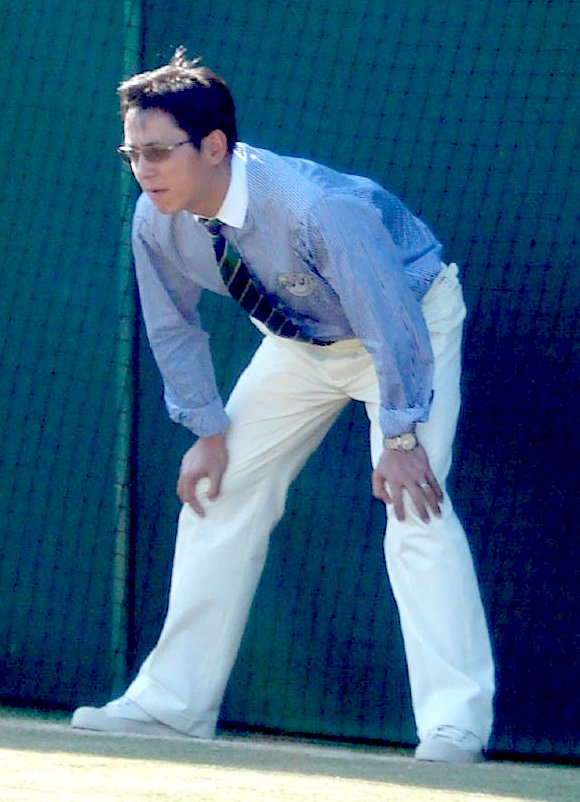
Un juez de línea se encuentra en posición, enfocándose en su línea asignada.

El juez de línea "está atento a todos los disparos relacionados con sus líneas asignadas". Los jueces de línea trabajan en la cancha como parte de un equipo de entre uno y nueve jueces de línea. Cada juez de línea se asigna a una línea o, en el caso de una tripulación con pocas manos, una posición en un sistema. Por ejemplo, un juez de línea en el lado del receptor puede tener que cubrir la línea de servicio central y, luego del servicio, moverse a uno de los márgenes.
El juez de línea señala una bola hacia afuera haciendo una llamada verbal de "salida" ("falla" para un saque) seguida por la extensión del brazo con el hombro en la dirección en la que la bola estaba fuera. Una pelota se señala como "segura" o "buena" al mantener ambas manos juntas con la rodilla alta delante del cuerpo. Un juez de línea que no puede disparar un tiro (generalmente porque un jugador obstruye su vista) lo señala sosteniendo sus manos junto a su cabeza, la parte superior apuntando en la misma dirección que los ojos; Esa llamada es entonces la responsabilidad del juez de silla. Los jueces de línea también son responsables de llamar a las faltas. Cuando se utilizan los jueces de línea de base, observan si el servidor toca alguna parte de la línea de base antes de golpear la bola. Los jueces de la línea de servicio del centro son responsables de llamar a los footfaults cuando el servidor pasa por encima de la extensión imaginaria de la línea central. Las llamadas de footfault se realizan con una llamada verbal de "footfault" seguida de una extensión vertical del brazo con la palma abierta.

## Oficiales fuera de tribunal

### Juez de servicio
Es el funcionario responsable de garantizar que la competencia sea justa y se juegue bajo las Reglas de Tenis de la ITF". El juez supervisa todos los aspectos del juego en un torneo, incluida la conducta de jugadores, entrenadores, espectadores y personal administrativo.  El juez debe estar presente cada vez que se juegan partidos.
El juez también "es la autoridad final en todas las cuestiones de la ley del tenis ..." Cualquier jugador puede apelar la interpretación de la ley del tenis por parte del juez de silla al juez del torneo o al juez adjunto. Al tomar la decisión sobre una apelación, el juez debe tener en cuenta las decisiones de hecho del juez de silla, así como las declaraciones de los jugadores y los jueces de línea. La decisión del juez es definitiva.
El juez también es responsable de hacer el sorteo del torneo de acuerdo con las regulaciones de la competencia. La realización del sorteo incluye determinar la eliminación directa, colocar jugadores y  exenciones. El juez debe trabajar con los organizadores del torneo para programar los partidos. Este proceso se ha simplificado mucho en los últimos años con la introducción de programas informáticos que completan hojas de cálculo y horarios basados en las entradas de los jugadores en línea y la disponibilidad de la cancha.
Durante el juego de un torneo, el juez es la única autoridad en la suspensión del juego debido al clima y otras preocupaciones.
El juez generalmente solo se ve en la corte durante la administración de un tiempo de espera médico. Debido a las complejas regulaciones que dictan los tiempos de espera médicos, el juez acompaña al entrenador médico a la corte. El juez está presente para explicar los procedimientos y las normas al jugador y al entrenador, y al tiempo de espera para garantizar que no se conceda tiempo adicional, ya que esto se interpretaría como una ventaja injusta.

### Juez de silla
El juez de silla de un torneo "designa y reemplaza o reasigna, cuando es necesario, a los jueces presidentes, (y) a los jueces de línea ..." Los jueces principales se utilizan principalmente en grandes torneos profesionales y son responsables de la contratación y contratación de funcionarios para el torneo. Durante el torneo, el juez principal asigna los jueces a los tribunales, sujeto a la anulación del juez. El juez principal también recopila las tarjetas de puntuación de los jueces de silla al final del partido y, por lo tanto, puede proporcionar a los medios cualquier información objetiva que puedan solicitar.

## Listado actual ITF de jueces de silla Insignia de Oro

### Mujeres
- Eva Asderaki-Moore (Grecia)
- Mariana Alves (Portugal) (Jueza de silla para el partido de cuartos de final del US Open de 2004 que involucró a Serena Williams, lo que resultó en la adopción de una revisión electrónica).
- Marija Čičak (Croacia)
- Louise Engzell (Suecia)
- Alison Hughes (anteriormente Lang) (Gran Bretaña)
- Juan Zhang (China)
- Marijana Veljović (Serbia)
- Julie Kjendlie (Noruega)
- Tamara Vrhovec-Wojcik (Croacia)

### Hombres
- Carlos Bernardes (Brasil)
- Mohamed El Jennati (Marruecos)
- Jake Garner (EE. UU.)
- Roland Herfel (Alemania)
- Emmanuel Joseph (Francia)
- James Keothavong (Gran Bretaña) (2010-)
- Mohamed Lahyani (Suecia) (juez de silla para el partido Isner-Mahut en el Campeonato de Wimbledon 2010, el partido más largo jugado en una gira profesional).
- Pascal Maria (Francia, retirado)
- Gianluca Moscarella (Italia) (2010-)
- Cédric Mourier (Francia, retirado)
- Fergus Murphy (Irlanda)
- Ali Nili (EE.UU.)
- Kader Nouni (Francia)
- Carlos Ramos (Portugal)
- Damian Steiner (Argentina)
- John Blom (Australia)
- Renaud Lichtenstein (Francia)
- Pierre Bacchi (Francia)
- Manuel Messina (Italia)
- Félix Torralba (España)
- Damien Dumusois (Francia)